# Rhynchostegium oblongifolium
Rhynchostegium oblongifolium là một loài rêu trong họ Brachytheciaceae. Loài này được Broth. & Watts mô tả khoa học đầu tiên năm 1915.